# 鄺維煜紀念中學
鄺維煜紀念中學是廣州市的一所中學。創辦於1994年，由香港企業家鄺肖卿以郭得勝基金會名義捐資3800萬港元興建。學校位於花都區新華街道迎賓大道129號，佔地面積88473平方米，建築面積50201平方米。